# کت زینگانو
کت زینگانو (انگلیسی: Cat Zingano؛ زادهٔ ۱ ژوئیهٔ ۱۹۸۲) ورزشکار هنرهای رزمی ترکیبی اهل ایالات متحده آمریکا است.
زینگانو یک رزمی‌کار ترکیبی آمریکایی است که در حال حاضر با سازمان بلاتور ام‌ام‌ای قرارداد دارد و در بخش پر وزن زنان رقابت می‌کند. زینگانو همچنین برای سازمان یواف‌سی رقابت کرد و در ۱۳ آوریل ۲۰۱۳، او اولین زنی شد که با ناک‌اوت فنی در یک مبارزه یواف‌سی پیروز شد. در زمان جدایی او از یواف‌سی، او در رتبه‌بندی رسمی دسته خروس وزن یواف‌سی در رتبه ۷ قرار داشت.